# Campeonato Mundial de Atletismo Júnior de 2014 - 3000 m com obstáculos masculino
A prova dos 3000 metros com obstáculos masculino do Campeonato Mundial de Atletismo Júnior de 2014 ocorreu entre os dias 25 e 27 de julho em Eugene, nos Estados Unidos. 

## Recordes
Antes desta competição, os recordes mundiais e do campeonato nesta prova eram os seguintes:
|     | Nome                | Nacionalidade | Tempo   | Local     | Data                 |
| --- | ------------------- | ------------- | ------- | --------- | -------------------- |
| WJR | Saif Saaeed Shaheen | Quênia        | 7:58.66 | Bruxelas  | 24 de agosto de 2001 |
| CR  | Conseslus Kipruto   | Quênia        | 8:06.10 | Barcelona | 15 de julho de 2012  |

## Medalhistas
| Ouro                   | Prata                       | Bronze                     |
| Barnabas Kipyego (KEN) | Titus Kipruto Kibiego (KEN) | Evans Rutto Chematot (BHR) |

## Cronograma
Todos os horários são locais (UTC-7).
| Data        | Hora  | Evento        |
| ----------- | ----- | ------------- |
| 25 de julho | 11:40 | Eliminatórias |
| 27 de julho | 15:30 | Final         |

## Resultados

### Eliminatórias
Qualificação: Os 5 primeiros de cada bateria (Q) e os 5 tempos mais rápidos (q). 
Bateria 1
| Posição | Atleta               | Nacionalidade  | Tempo    | Notas           |
| ------- | -------------------- | -------------- | -------- | --------------- |
| 1       | Barnabas Kipyego     | Quênia         | 8:31.72  | Q               |
| 2       | Meresa Kahsay        | Etiópia        | 8:38.01  | Q               |
| 3       | Evans Rutto Chematot | Bahrein        | 8:40.37  | Q,              |
| 4       | Yohanes Chiappinelli | Itália         | 8:46.82  | Q,              |
| 5       | Ali Messaoudi        | Argélia        | 8:46.95  | Q               |
| 6       | Patrick Karl         | Alemanha       | 8:47.20  | q,              |
| 7       | Bailey Roth          | Estados Unidos | 8:48.60  | q,              |
| 8       | Alberts Blajs        | Letónia        | 8:52.47  | q,              |
| 9       | Ben Preisner         | Canadá         | 8:53.14  | q,              |
| 10      | Kazuya Shiojiri      | Japão          | 8:54.95  | q               |
| 11      | Filip Sasinek        | Chéquia        | 8:55.53  | Recorde pessoal |
| 12      | Guillaume Lonjou     | França         | 8:58.72  | Recorde pessoal |
| 13      | Mestan Turhan        | Turquia        | 9:18.71' |                 |
| 13      | Daniel Reyes         | México         | 9:19.81  |                 |

Bateria 2
| Posição | Atleta                | Nacionalidade  | Tempo   | Notas |
| ------- | --------------------- | -------------- | ------- | ----- |
| 1       | Titus Kipruto Kibiego | Quênia         | 8:49.95 | Q     |
| 2       | Soufiane Elbakkali    | Marrocos       | 8:50.19 | Q     |
| 3       | Hailemariyam Amare    | Etiópia        | 8:54.92 | Q,    |
| 4       | Tumisang Monnatlala   | África do Sul  | 8:56.51 | Q     |
| 5       | Mehdi Belhadj         | França         | 8:58.87 | Q     |
| 6       | Brandon Allen         | Canadá         | 8:59.84 |       |
| 7       | Bryce Miller          | Estados Unidos | 9:06.17 |       |
| 8       | Ersin Tekal           | Turquia        | 9:11.46 |       |
| 9       | Umberto Contran       | Itália         | 9:13.92 |       |
| 10      | Jan Fris              | Chéquia        | 9:20.52 |       |
| 11      | Andre Pereira         | Portugal       | 9:22.56 |       |
| 12      | Serhii Shevchenko     | Ucrânia        | 9:22.91 |       |
| 13      | Faycal Doucen         | Argélia        | 9:28.96 |       |
| 14      | Llorenc Esteve        | Espanha        | 9:33.71 |       |

### Final
A prova final foi realizada no dia 27 de julho às 15:30. 
| Posição           | Atleta                | Nacionalidade  | Tempo   | Notas           |
| ----------------- | --------------------- | -------------- | ------- | --------------- |
| Medalha de ouro   | Barnabas Kipyego      | Quênia         | 8:25.57 |                 |
| Medalha de prata  | Titus Kipruto Kibiego | Quênia         | 8:26.15 |                 |
| Medalha de bronze | Evans Rutto Chematot  | Bahrein        | 8:32.61 | Recorde pessoal |
| 4                 | Soufiane Elbakkali    | Marrocos       | 8:34.98 |                 |
| 5                 | Hailemariyam Amare    | Etiópia        | 8:42.00 | Recorde pessoal |
| 6                 | Yohanes Chiappinelli  | Itália         | 8:43.18 | Recorde pessoal |
| 7                 | Meresa Kahsay         | Etiópia        | 8:44.15 |                 |
| 8                 | Ali Messaoudi         | Argélia        | 8:45.20 |                 |
| 9                 | Kazuya Shiojiri       | Japão          | 8:45.66 | Recorde pessoal |
| 10                | Bailey Roth           | Estados Unidos | 8:47.04 | Recorde pessoal |
| 11                | Ben Preisner          | Canadá         | 8:56.22 |                 |
| 12                | Patrick Karl          | Alemanha       | 9:03.16 |                 |
| 13                | Tumisang Monnatlala   | África do Sul  | 9:04.26 |                 |
| 14                | Mehdi Belhadj         | França         | 9:13.82 |                 |
| 15                | Alberts Blajs         | Letónia        | 9:14.95 |                 |

Legenda
| Recorde mundial       | Recorde mundial (World record)               |                       | Recorde africano                      | Recorde africano (African) |                                           | Q | Classificado por posição (Qualified) |
| Recorde do campeonato | Recorde do campeonato (Championship record)  | Recorde da América    | Recorde da América (Americas)         | q                          | Classificado por melhor tempo (Qualified) |   |                                      |
| Melhor marca do ano   | Melhor marca do ano (World leading)          | Recorde asiático      | Recorde asiático (Asian)              | DNS                        | Não largou (Did not start)                |   |                                      |
| Recorde nacional      | Recorde nacional (National record)           | Recorde europeu       | Recorde europeu (European)            | DNF                        | Não terminou (Did not finish)             |   |                                      |
| Recorde pessoal       | Recorde pessoal do atleta (Personal best)    | Recorde da Oceania    | Recorde da Oceania (Oceania)          | DSQ / DQ                   | Desclassificado (Disqualified)            |   |                                      |
| Recorde da temporada  | Recorde da temporada do atleta (Season best) | Recorde sul-americano | Recorde sul-americano (South America) | NM                         | Sem marca (No mark)                       |   |                                      |